# Habenaria pycnostachya
Habenaria pycnostachya är en orkidéart som beskrevs av João Barbosa Rodrigues. Habenaria pycnostachya ingår i släktet Habenaria och familjen orkidéer. Inga underarter finns listade i Catalogue of Life.